# Colpodea
Colpodea — клас інфузорій. Містить 200 видів, що живуть у прісних водоймах та ґрунті. Клас утворений, ґрунтуючись, в основному, на структурі кінетидів. Клітини, переважно, асиметричні, скошені в сторону, ниркоподібної форми. Ротовий отвір може бути верхівковий або вентральний. Клітина рівномірно вкрита війками.